# Hoheit Radieschen
Hoheit Radieschen ist ein deutsches Stummfilmlustspiel aus dem Jahre 1917 von Danny Kaden mit Steffi Walidt in ihrer vermutlich einzigen Filmrolle. Die männliche Hauptrolle spielt Hugo Flink.

## Handlung
Prinzessin Afania von Markodonien hat schon früh den Thron von ihrem verstorbenen Vater in einem namenlosen Duodezfürstentum übernommen. Angesicht von steifer Etikette, unlustigen Festivitäten und aufgezwungenem Hofzeremoniell langweilt sich die lebenslustige, junge Frau bald zu Tode. Die sie umgebenden Herren Minister sind alt, stocksteif und öde, und die auf ihr Benehmen achtende Oberhofmeisterin wirkt wie ein strenger Dragoner. Afania will endlich etwas erleben, und dies geschieht genau an ihrem 20. Geburtstag. Denn an diesem Tag wird endlich das Testament des verblichenen Vaters eröffnet und verlesen. Dies hat es in sich:
Der verstorbene Herrscher wünscht, dass Afania den deutlich älteren Prinz Anastasius von Grichonien heiraten möge. Bis zu diesem Zeitpunkt aber stelle er ihr frei, ihr Leben so zu gestalten wie sie es wolle. Außerdem solle ihr Gefolge am Hofstaat, so möglich, ihr jeden geäußerten Wunsch erfüllen. Anfania strahlt vor Glück, endlich kann sie die Fesseln des Hofes abstreifen! Während sie so grübelt, was sie mit der neu gewonnenen Freiheit (auf Zeit) anfangen will, schläft sie todmüde ein. Die Träume erlauben ihrer Phantasie wahre Luftsprünge, so ist sie dort eine einfache Marketenderin mit einem Eselskarren, die auf dem Markt aufgrund ihrer Schönheit von zahlreichen Kavalieren umworben wird. 

## Produktionsnotizen
Hoheit Radieschen entstand im Kriegswinter 1916/17, passierte die Filmzensur im Februar 1917 und wurde zwei Monate darauf in den UFA-Kammerlichtspielen Berlin uraufgeführt. Der Dreiakter besaß eine Länge von 1021 Metern und wurde mit Jugendverbot belegt.

## Kritiken
Wiens Neue Freie Presse konstatierte: „Ein rechter Lustspielschlager voll Witz und Humor, in einen vornehmen Rahmen gestellt.“
Die Wiener Allgemeine Zeitung befand, es handele sich bei Hoheit Radieschen um ein „Lustspiel von gutem Stil.“